# Antoine Francisque
Antoine Francisque [François] est un luthiste et compositeur français né vers 1570 à Saint-Quentin et mort en 1605 à Paris.

## Biographie
Il naît à Saint-Quentin vers 1570. Il se marie le 23 février 1596 à Cambrai, avec Marguerite Behour [Bonhour], fille d’un marchand tavernier, sans que cet acte ne mentionne aucune profession.
Il s’installe à Paris peu après puisqu’il y publie son Trésor d’Orphée en 1600 ; il est aussi cité le 28 septembre 1601 sous le nom d’Anthoine François et comme « maître joueur de luth à Paris » dans un acte de donation mutuelle passé avec sa femme. Ils n’avaient pas d'enfant à cette époque et habitaient rue Sainte-Geneviève, paroisse Saint-Étienne-du-Mont, vis-à-vis le collège de Navarre.
Il décède à Paris le 5 octobre 1605. Il demeurait rue de la Huchette et fut inhumé paroisse Saint-Séverin.

## Œuvres

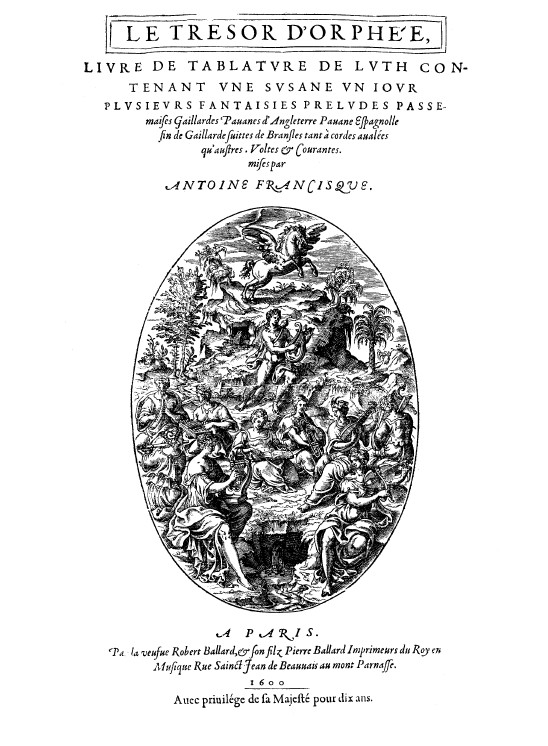
Page de titre du Trésor d’Orphée (Paris, 1600).

Francisque publie en 1600 un unique recueil de pièces de luth :
Le Trésor d’Orphée, livre de tablature de luth contenant une Susane un jour, plusieurs fantaisies, préludes, passemaises, gaillardes, pavanes d’Angleterre, pavane espagnolle, fin de gaillarde, suittes de bransles tant à cordes avalées qu’austres, voltes & courantes mises par Antoine Francisque. – Paris : Pierre I Ballard, 1600. – 2°, 32 f., tablature française.
Le volume est dédié à Henri II de Bourbon-Condé (qui n’avait que douze ans en 1600), avec une préface assez développée riche de plusieurs allusions à l’Antiquité ; cette dédicace laisse supposer que ce noble ait été l'élève du luthiste. Le volume contient 71 pièces, parmi lesquelles une transcription de la Susanne un jour de Roland de Lassus, et une gaillarde faite sur une volte de feu Perrichon. Il s’agit de pièces purement instrumentales ordonnées ainsi : préludes et fantaisies, passemaises et pavanes, gaillardes, branles (simples, doubles, de Poitou, de Montirandé) et gavottes, courantes, un prélude suivi de voltes, ballet, et enfin une Cassandre . Aucune pièce ne fait mention de ballets de cour de l’époque. 
De là : 
- Transcription pour clavier par Henri Quittard : Paris, 1908 (numérisée sur le site du SCD de l'Université de Strasbourg).
- Transcription libre pour piano par Henri-Gilles Marchex : Paris, 1927.
- Fac-similé Minkoff, 1973, 1975 et 1993.  (ISBN 2-8266-0136-9).

Francisque n’est nommé dans aucune autre tablature. Quelques pièces du Trésor se retrouvent sous forme anonyme dans les recueils d’Elias Mertel (Hortus musicali novus, Strasbourg, 1615) ou d’Alessandro Piccinini (Intavolatura di liuto, Bologna, 1639).